# Maria Woesthovenbrug
De Maria Woesthovenbrug (brug 620) is een vaste brug in Geuzenveld-Slotermeer, Amsterdam Nieuw-West.
De brug is gelegen in de Lodewijk van Deysselstraat en overspant een naamloze gracht. De brug dateert van rond 1955, toen de wijk werd opgebouwd. De brug is ontworpen door de Dienst der Publieke Werken. De brug kreeg voor wat betreft het ontwerp een zusje in de Hannah Arendtbrug (brug 622) even verderop. Het zijn beide duikers over dezelfde gracht. De bruggen 620 en 622 hebben landhoofden van baksteen in de vorm van een cirkelsegment. Die cirkelvorm is doorgevoerd in de open ijzeren balustrades, die een open blik geven over het water. Onder de balustrades ligt de duiker met de rechthoekige betonnen onderdoorgang. Brug 621, de tussenliggende hoge brug kwam in eerste instantie van de hand van Aldo van Eyck, maar werd rond 2000 gesloopt en vervangen door een lage brug naar het voorbeeld van de bruggen 620 en 622.
De brug ging vanaf haar oplevering naamloos door het leven als brug 620. De gemeente Amsterdam vroeg in 2016 aan de Amsterdamse bevolking om mogelijke namen voor dergelijke bruggen. Voor deze brug werden minstens twee vernoemingen ingediend, de eerste betrof een vernoeming naar Ferdinand Bordewijk, maar de gemeente had een vernoeming naar die schrijver al geagendeerd voor een nieuwbouwwijk met het thema schrijvers. Een tweede vernoeming naar Maria Woesthoven, een maatschappelijk en politiek betrokken dichter vond wel de goedkeuring. De gemeente noteerde echter in eerste instantie het foutieve "Maria Woestenburgbrug" als naam, die fout werd in november 2017 gecorrigeerd.

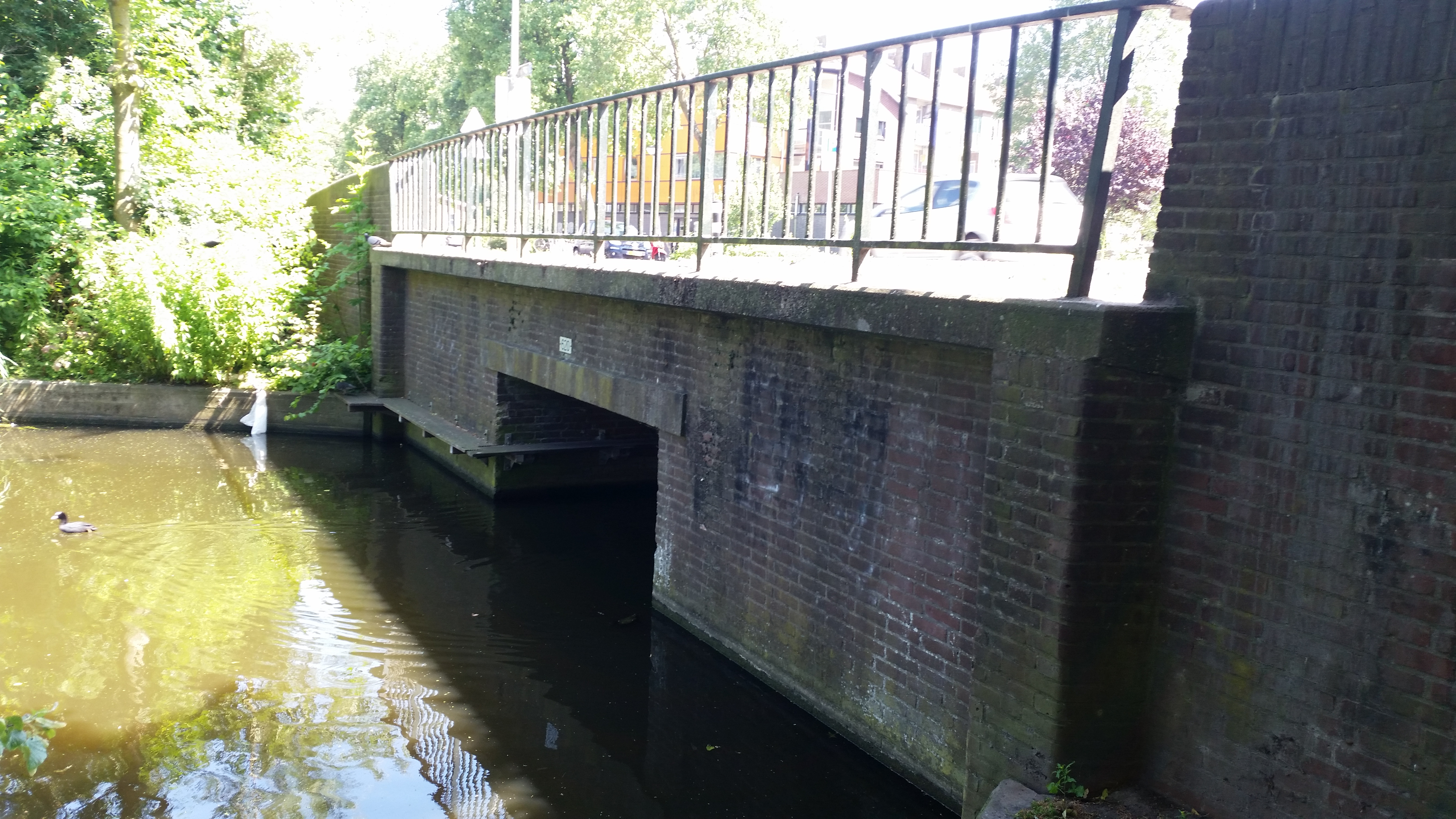
De leuning van brug 620 (juni 2018)

<<< · 600 · 601 · 602 · 603 · 604 · 605 · 606 · 607 · 608 · 609 · 610 · 611 · 612 · 613 · 614 · 615 · 616 · 617 · 618 · 619 · 620 · 621 · 622 · 623 · 624 · 626 · 627 · 628 · 629 · 630 · 631 · 632 · 633 · 634 · 635 · 636 · 637 · 638 · 639 · 643 · 651 · 652 · 653 · 655 · 656 · 657 · 658 · 659 · 660 · 661 · 662 · 663 · 664 · 665 · 666 · 667 · 668 · 669 · 670 · 671 · 673 · 674 · 675 · 676 · 677 · 678 · 679 · 681 · 682 · 683 · 684 · 685 · 687 · 688 · 689 · 690 · 691 · 692 · 695 · 696 · 699 · >>>
Verdwenen brugnummers: 625 (afgebroken brug Sam van Houtenstraat), 640, 644, 645, 646, 647, 648, 650, 672 (duiker Cornelis Lelylaan, Rembrandtpark), 694, 698.
Nooit gebouwd: 649, 680 (nooit gebouwde brug Sloterplas).
Brugnummers 641, 642, 654, 686, 693, 694 en 697 zijn onbekend.